# Rotonda del Palacio de Invierno

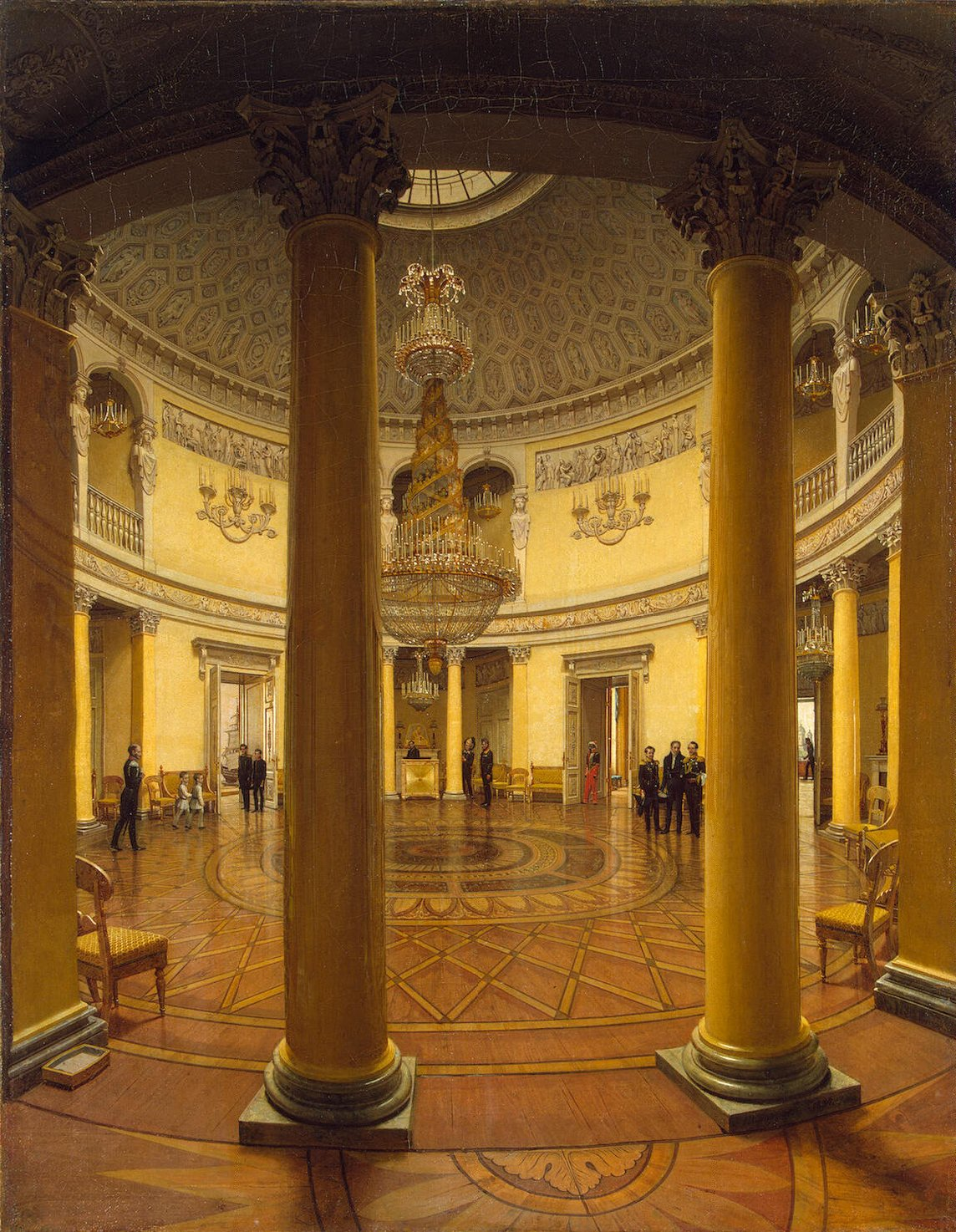
La Rotonda en 1834, por
Yefim Tujarinov.

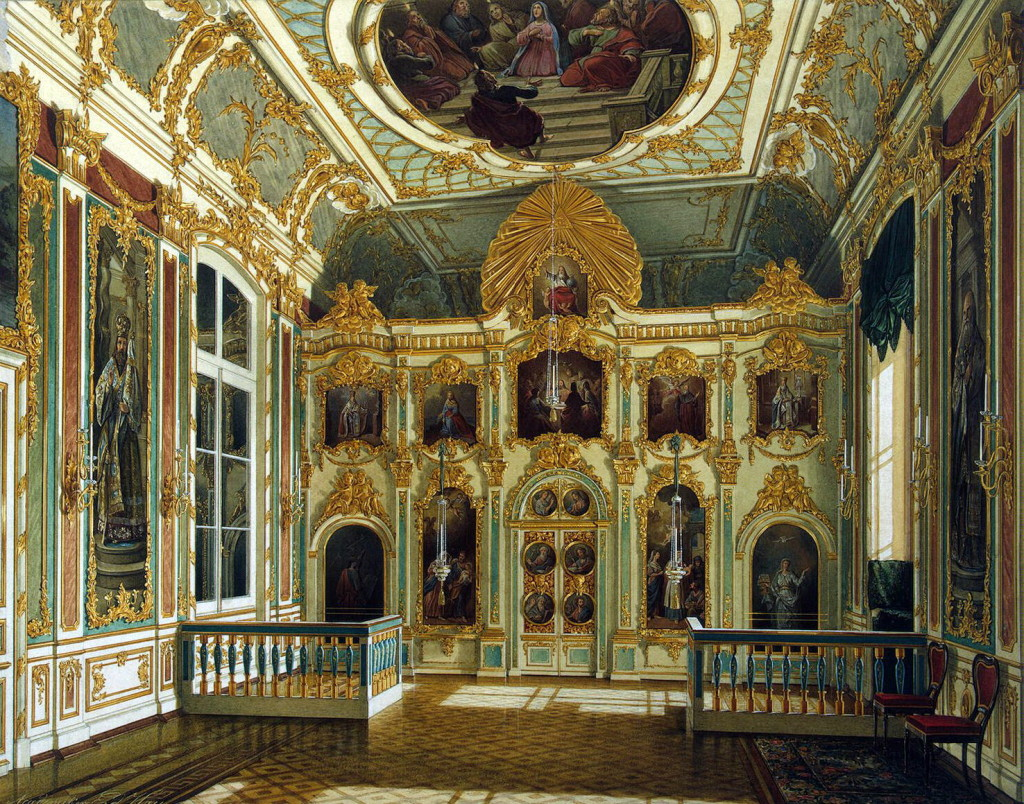
La Pequeña Iglesia (en el plano a la derecha de la Rotonda, en la esquina que da al patio)

La Rotonda del Palacio de Invierno de San Petersburgo es una sala circular situada en el ala noroeste del palacio creada para el zar Nicolás I por el arquitecto Auguste de Montferrand. Diseñado en estilo de templo neoclásico circular, sirvió como antesala, vestíbulo y enlace entre las salas de estado más públicas del palacio y las habitaciones más íntimas utilizadas por la familia imperial. La sala está abovedada y está iluminada desde arriba por un óculo. La Rotonda fue una de las muchas salas destruidas por el incendio del Palacio de Invierno de 1837. Fue reconstruida en un estilo casi original, pero con la adición de una galería bajo la cúpula.
En la actualidad, la Rotonda es una sala de exposiciones del Museo Estatal del Hermitage.

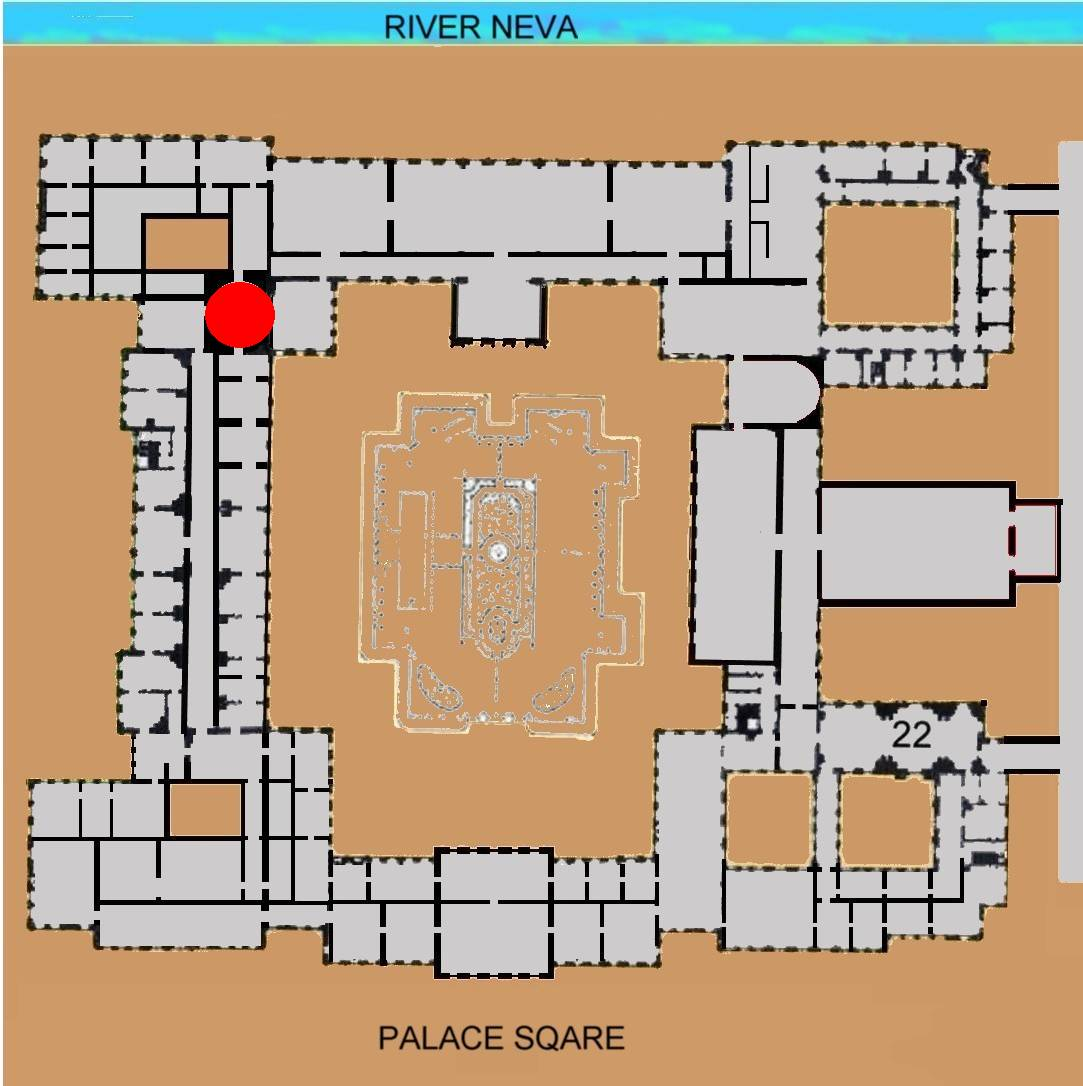
Plano que muestra la ubicación de la Rotonda dentro del Palacio de Invierno

## La pequeña iglesia
A la Pequeña Iglesia se accede desde la Rotonda, antiguamente lugar de culto privado de la familia imperial y actualmente no está abierta al público.